# カトリヤンマ
カトリヤンマ（蚊捕蜻蜒、学名: Gynacantha japonica）はヤンマ科のトンボの一種。

## 形態
やや細身で中型のヤンマ。成虫は体長70～75mm程度。大きな複眼と腹部のくびれが特徴。

## 生態
成虫は6月下旬頃から羽化し、10月下旬頃まで見られる。
黄昏活動性が強いヤンマで日中では、ほとんど活動することなく、薄暗い林中で木の枝などにぶら下がり静止している。
夕方、地上を低く飛びながら摂食活動を行う。
未熟な個体は体色が黒っぽく複眼も茶褐色であるが、成熟するにつれ雄は複眼と腹部斑紋が水色に、胸部は黄緑色に、雌では複眼と胸部斑紋、胸部が緑色に変化する。産卵は午後から夕方にかけて行われることが多く、水田の畦や朽ち木に雌が単独で産卵する。ヤンマの仲間では珍しく卵で越冬する。幼虫期間は短く、孵化からわずか3～4ヶ月で成虫になる。若齢幼虫の時は模様が無く、大きくなってから模様がはっきりする。

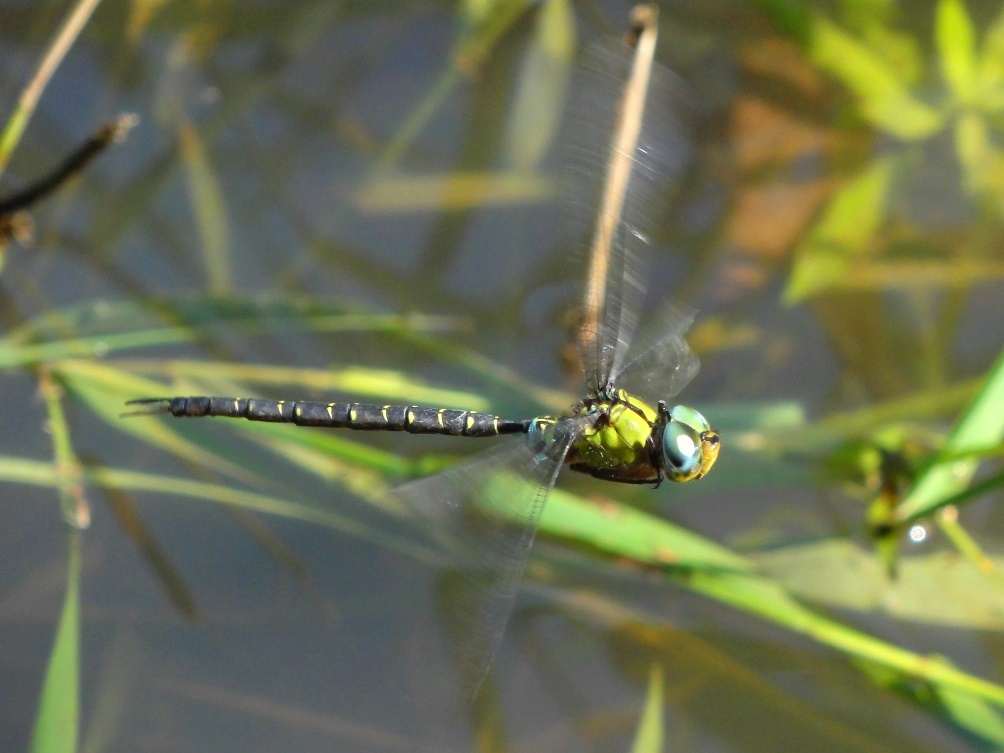
飛翔する雄
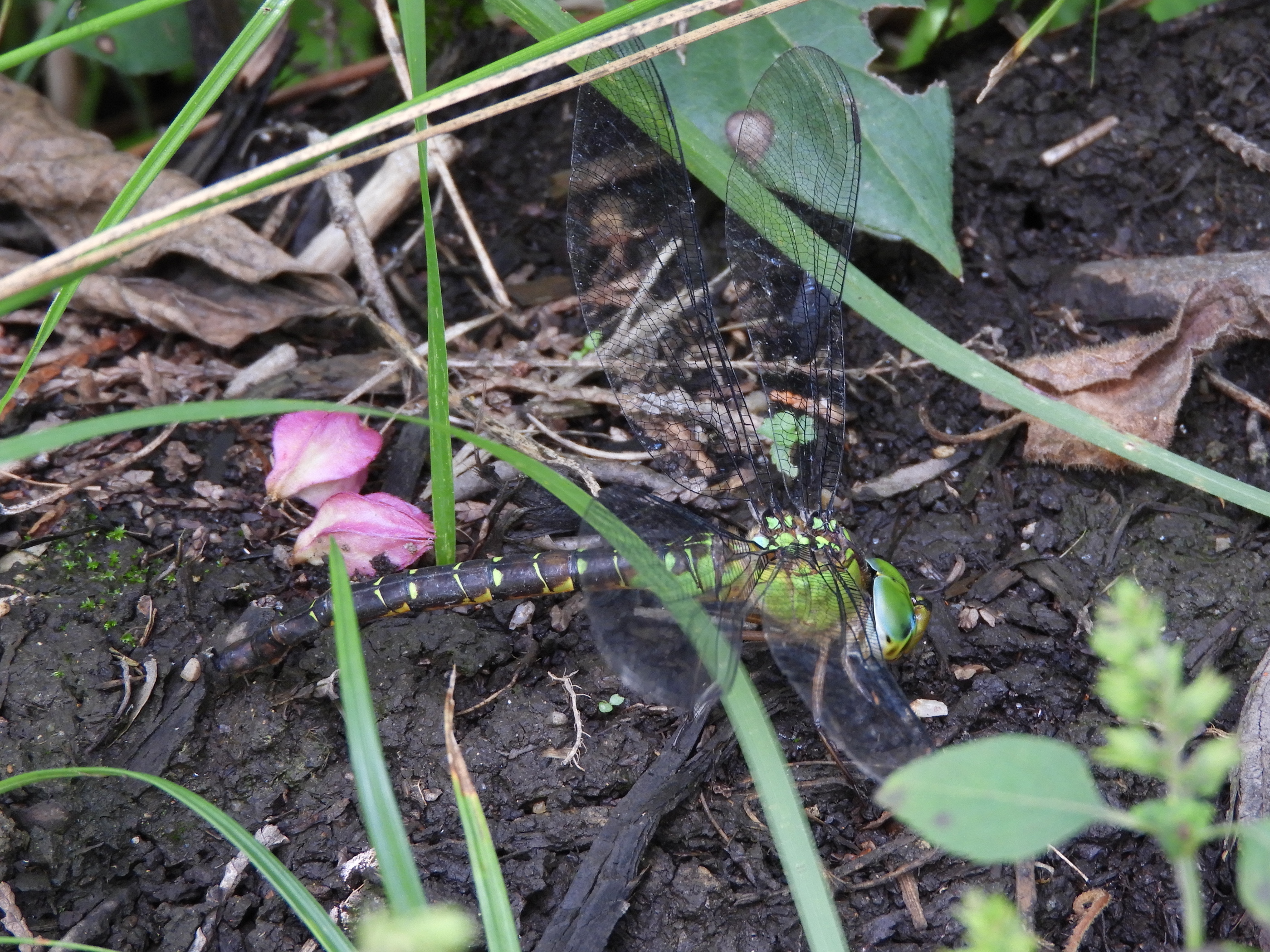
土に産卵する雌
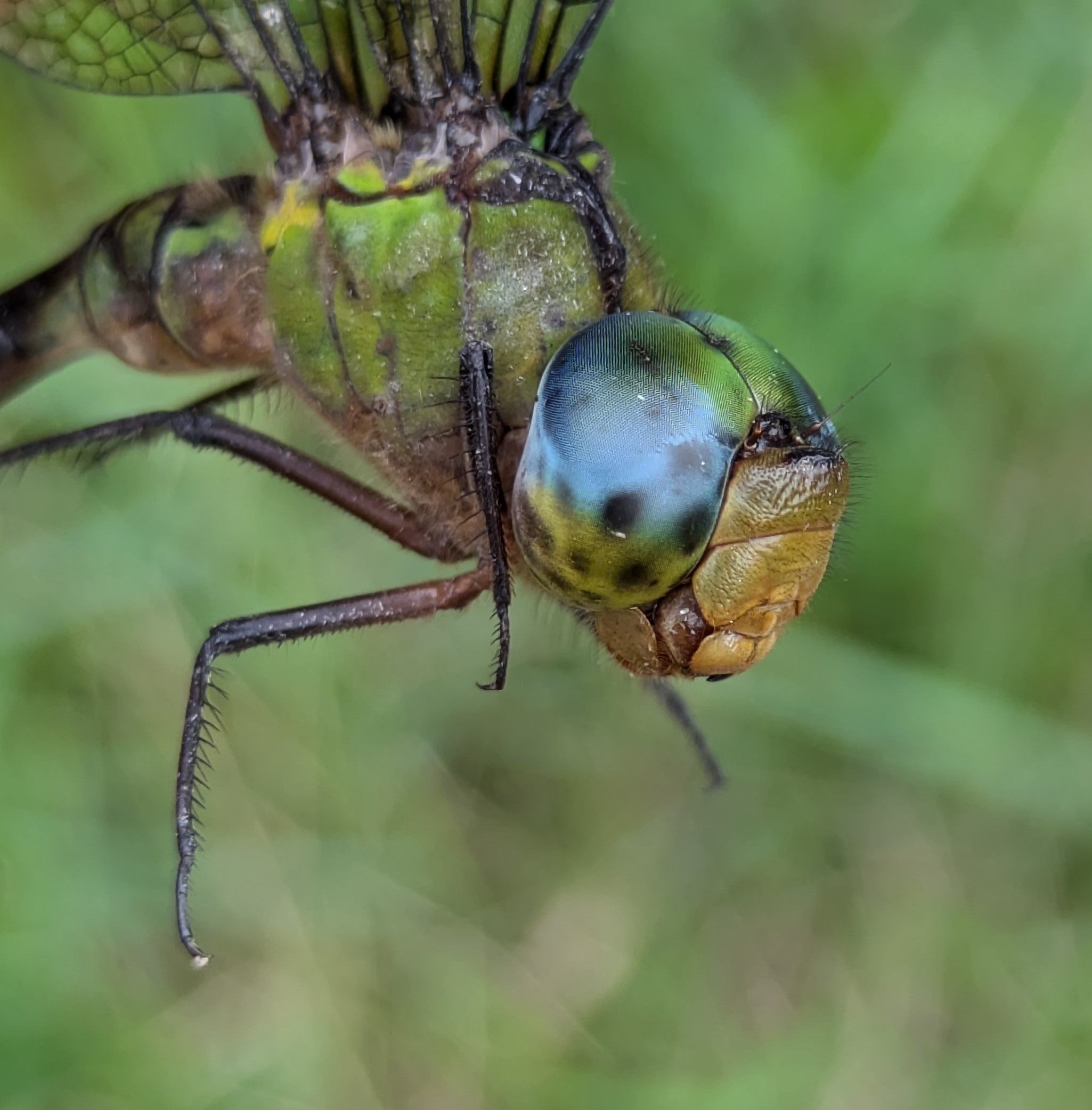
奄美大島産雌の顔のアップ